# Tipula (Lunatipula) sublimitata
Tipula (Lunatipula) sublimitata is een tweevleugelige uit de familie langpootmuggen (Tipulidae). De soort komt voor in het Palearctisch gebied.